# Главное управление разведки (Афганистан)
Главное управление разведки Исламского Эмирата Афганистан (пушту د استخباراتو لوی ریاست‎; дари ریاست عمومی استخبارات) — национальная разведывательная спецслужба Афганистана.
Создана ввиду провозглашения второго Исламского Эмирата Афганистан после прихода Талибана к власти в стране. Заменила собой ранее существовавшее управление национальной безопасности Исламской Республики Афганистан.

## Деятельность
В августе 2021 года, по заявлениям сотрудников Главного управления разведки, ими были арестованы около 600 членов ИГ, а также десятки преступников по всей стране.
2 марта 2022 года Главное управление разведки обязало афганские СМИ демонстрировать «дружественный образ» Талибана, оказывая давление на журналистов.

## Структура
Де-юре входит в структуру Министерства обороны Афганистана, однако по некоторым заявлениям пресс-службы Эмира Исламского Эмирата Афганистан Хайбатуллы Ахундзады ведомство подчиняется лично ему.